# دايفيد سانشيز (لاعب كرة قدم)
دايفيد سانشيز (بالإسبانية: David Sánchez Parrilla) (13 ديسمبر 1978 في إسبانيا - ) هو لاعب كرة قدم إسباني في مركز الدفاع. شارك مع منتخب إسبانيا تحت 16 سنة لكرة القدم ومنتخب إسبانيا تحت 17 سنة لكرة القدم ومنتخب إسبانيا تحت 18 سنة لكرة القدم. أما مع النوادي، فقد لعب مع أوريرا فيتوريا وإسبانيول وريال مدريد كاستيا وسبورتنغ ماهونيس ونادي بادالونا ونادي جيرونا ونادي لاردة وFC Ascó ‏ ونادي غرامينيت وإسبانيول ب ونادي تيراسا ‏.

## وصلات خارجية
- دايفيد سانشيز على موقع قاعدة بيانات كرة القدم.إي يو (الإنجليزية)
- دايفيد سانشيز على موقع Soccerway.com (الإنجليزية)